# Колалто
Колалто (на италиански: Collalto, "di Collalto"; на немски: Die Fürsten von Collalto und San Salvatore), фамилията на князете на Колалто и Сан Салваторе, са висш благороднически австрийски род от лангобардски произход. Името им идва от селището Колалто в Сузегана в днешната провинция Тревизо в Италия.
Резиденцията на фамилията е дворец Колалто в Марка Тревиджиана. От 930 г. фамилията произлиза от Раймбалдус или Рамбалдус I, граф на Тревизо (Тревигио), един генерал на лангобардските крале.
Император Фридрих I дава на Шинела I (Schinella I), граф на Тревизо, и на братята му през 1155 г. графството Тревигио и всички права. Графовете на Тревизо се женят с династиите на маркграфовете на Монферат, Есте, князете на Римини, Карара и имат дворец в Падуа.
Рамбалдус VIII, граф на Колалто и Тревизо получава през 1304 г. от папа Бенедикт XI титлата маркграф на Анкона, Република Венеция го преиема заедно с всичките му наследници през през 1306 г. в обществото на Патрициите на Венеция. Фридрих Красивия от Австрия го взема в своя двор, прави го таен съветник и му дава дарения през 1307 г. Той взема с брат си Шинела името Колалто, строи двореца Сан Салваторе в своето владение и дворец Кредацо.
Рамболд XIII, граф на Колалто в Сан Салваторе (21 септември 1579; † 18 ноември 1630) става на 31 юли 1624 г. президент на дворцовия военен съвет, на 20 септември 1625 г. императорски фелдмаршал и на 31 май 1628 г. генерал (GOL) в Тридесетгодишната война и през 1610 г. е издигнат на немски имперски граф от император Фердинанд II.
Антон Октавиан и наследниците му са издигнати на австрийски графове на 6 март 1781 г. във Виена.
Одоардо граф на Колалто получава на 22 ноември 1822 г. във Виена титлата австрийски княз.
Фамилията резидира в палат Колалто във Виена.
Наследниците носят днес името „граф или графиня фон Колалто и Сан Салваторе“ и са патриции на Венеция с предикат „Nobil Uomo“ или „Nobile Donna“ и „Don“ или „Donna“.